# 工具钢

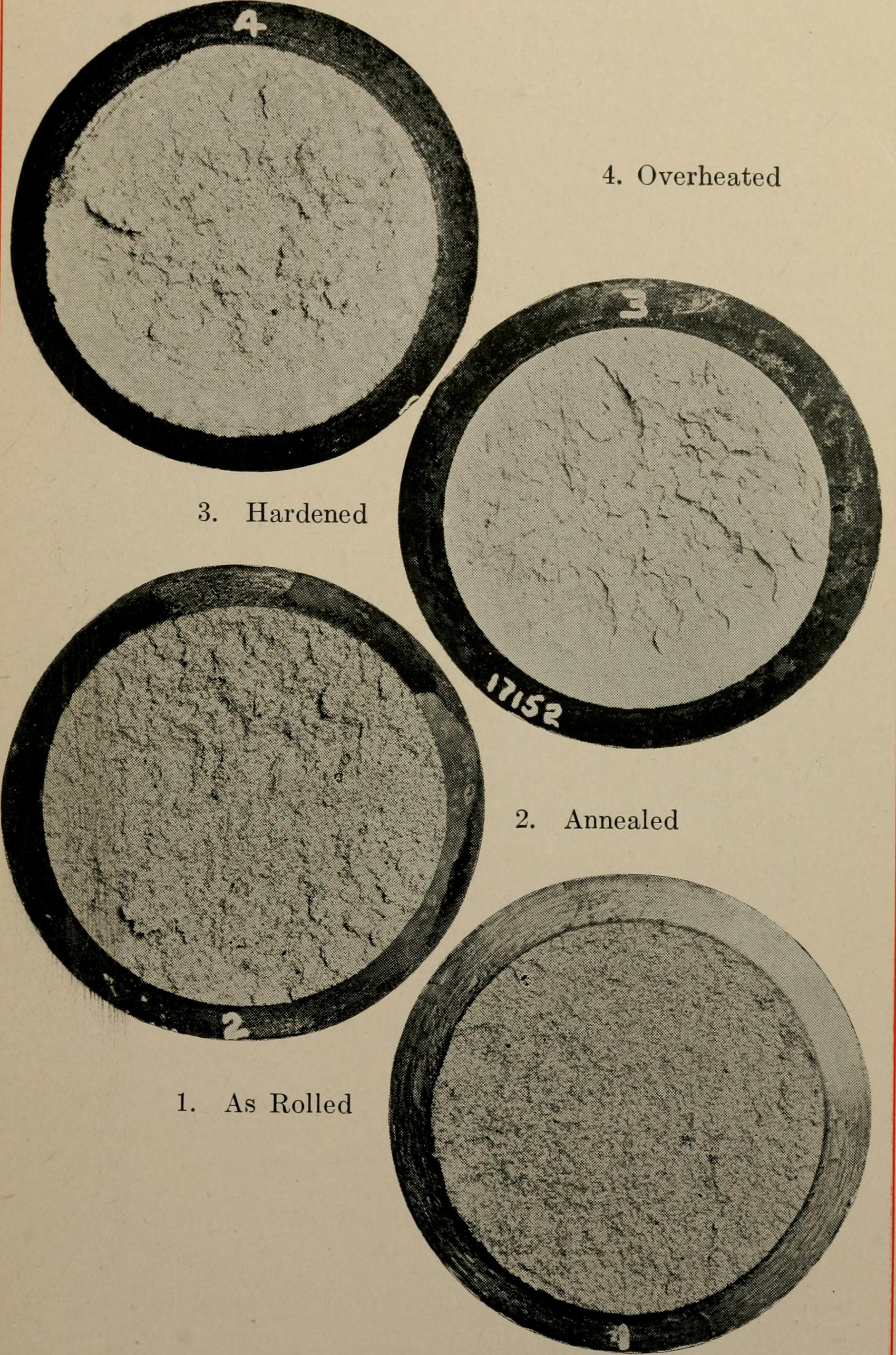
工具钢

工具钢（英语：Tool steel）是指制造各种加工工具的钢。按用途，则可分为刃具钢、模具钢、量具钢三大类。根据化学成份不同，工具钢分为碳素工具钢、合金工具钢、高速钢 （实质上是高合金工具钢） 三大类。也可按碳和合金元素质量分数可分为中碳、高碳和超高碳工具钢或低合金、中合金和高合金工具钢。

## 量具钢
量具钢主要用于制造各种测量工具，如卡尺、千分尺、块规、样板等。要求硬度高（60~65HRC）、耐磨性好，韧性足、耐蚀性好等。

## 刃具钢
刃具钢主要用于制造各种金属切削工具，如钻头、车刀、铣刀等。除要求足够强度和韧性外，还要求高硬度（>60HRC）、高耐磨性和高热硬性。
碳素工具钢T8、T10、T12等用于制造手工工具或低速小进刀量的机用工具，价格便宜、加工工艺性能好。低合金刃具钢9SiCr、CrWMn、9Mn2V等用于制造板牙、丝锥、铰刀、搓丝板及拉到等低速切削工具。高速钢是用于制造高速切削刃具的高合金工具钢，具有良好的热硬性、高硬度和耐磨性，工作温度可达600°C。

## 模具钢
模具钢用来制作各种成形工具，包括冷作模具钢、热作模具钢和塑料模具钢。

### 冷作模具钢
冷作模具钢经过适当热处理后应具有高的硬度、高的耐磨性、足够的强度及韧性。高强韧性模具钢的化学成分相当于高速钢淬火后基体组织的成分，故亦称“基体钢”。Cr12是最常用的冷作模具钢，属莱氏体钢，含有大量的共晶碳化物。
| 常用钢种               | 钢号                  | 主要特点                             |
| ---------------------- | --------------------- | ------------------------------------ |
| 碳素工具钢             | T8A、T10A、T12A       | 载荷较轻、形状简单、尺寸较小         |
| 低合金刃具钢           | 9SiCr、9Mn2V、CrWMn   | 载荷较轻，但形状复杂或尺寸较大       |
| 高耐磨微变形冷作模具钢 | Cr12、Cr6WV、Cr4W2MoV | 重载荷、高耐磨性、高淬透性、变形量小 |
| 高强韧性模具钢         | 65Nb、CG2、012Al、LD  | 以断裂为主要失效形式的重载荷冷作模具 |

### 热作模具钢
热作模具钢的工作温度高（500-700°C），除受机械力作用外，还会因冷却措施受循环热应力的作用。失效形式主要有塑性变形、断裂、磨损及热疲劳。

### 塑料模具钢
塑料制品的成型方法有压塑、挤塑、注射、挤出、发泡和吹塑等六种，成型方法不同对模具的硬度、抛光性能、耐腐蚀性和工作温度的要求也不同。
- 通用塑料模具材料例如碳素结构钢Q235、35、45钢，合金结构钢40Cr、20CrMnTi、38CrMoAl，碳素工具钢T8~T10，合金工具钢5CrNiMo、9Mn2V、CrWMn、Cr12，不锈钢2Cr13；而泡沫塑料及吹塑模具主要选择有色金属锌、铝、铜及合金或铸铁制造。
- 专用塑料模具钢含Cr、Ni、Mo、Mn等合金元素，有良好的淬透性，经预硬处理后强度高，工作过程不易变形，抛光性能、加工性能良好，同时具有良好的抗腐蚀性能及热稳定性。如AISIP20、DIN 1.2311、1.2738等。